# José Domingo Ocampos

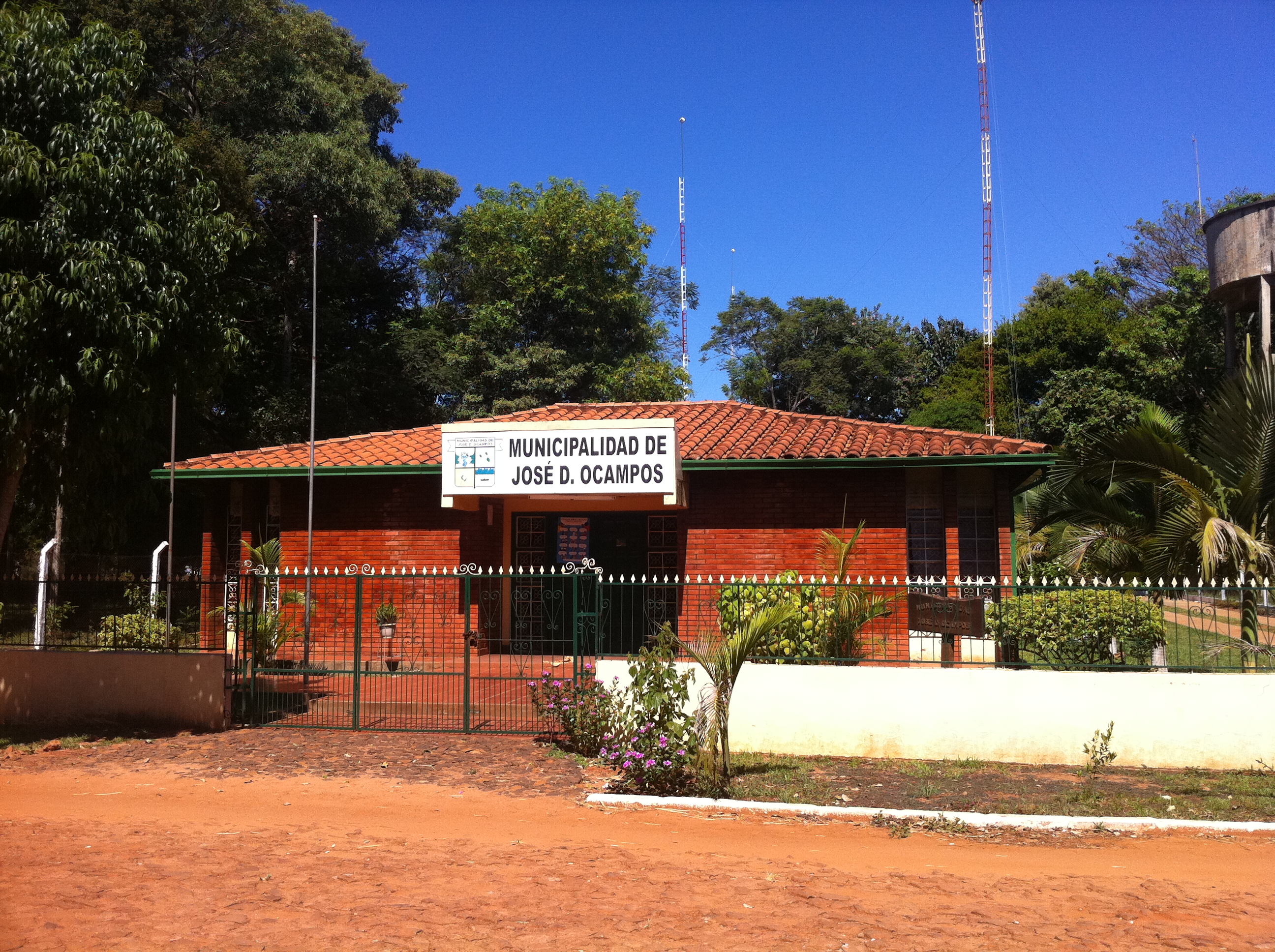
Prefeitura de José Domingos Ocampos.

José Domingo Ocampos é uma cidade do Paraguai, Departamento Caaguazú. Possui uma população de 1.918 habitantes.

## Transporte
O município de José Domingo Ocampos é servido pela seguinte rodovia:
- Ruta 07, que liga a Ponte da Amizade (BR-277 - estado do Paraná) ao município de Coronel Oviedo[1][2][3]